# Hosszúcsápú szalmacincér
A hosszúcsápú szalmacincér (Calamobius filum) főként száraz és félszáraz gyepekben él, de ártéri élőhelyeken is megtalálható. Cirkummediterrán faj, hazánkban az elmúlt időkben igen ritkán fordult elő.
Tápnövénye a franciaperje (Arrhenatherum elatius) és a siskanádtippan (Calamagrostis epigeios). A lárva a fűfélék szárának tövében él, fejlődése egy évig tart. Az imágók, melyek főként alkonyatkor aktívak, május közepe után jelennek meg.